# Stadiumi Loni Papuçiu
Stadiumi Loni Papuçiu är en stadion i staden Fier i Albanien. Stadion används främst till fotbollsmatcher och är hemmaplan för klubben Apolonia Fier. Stadion har en kapacitet på omkring 6 000 åskådare. Stadion öppnade år 1958.